# Wetzlas
Wetzlas ist eine Ortschaft und eine Katastralgemeinde der Gemeinde Pölla im Bezirk Zwettl in Niederösterreich.

## Geografie
Der Ort liegt südlich von Franzen und nördlich des Dobrastausees. Durch den Ort fließt der Wetzlasbach, der in den Stausee mündet.

## Geschichte

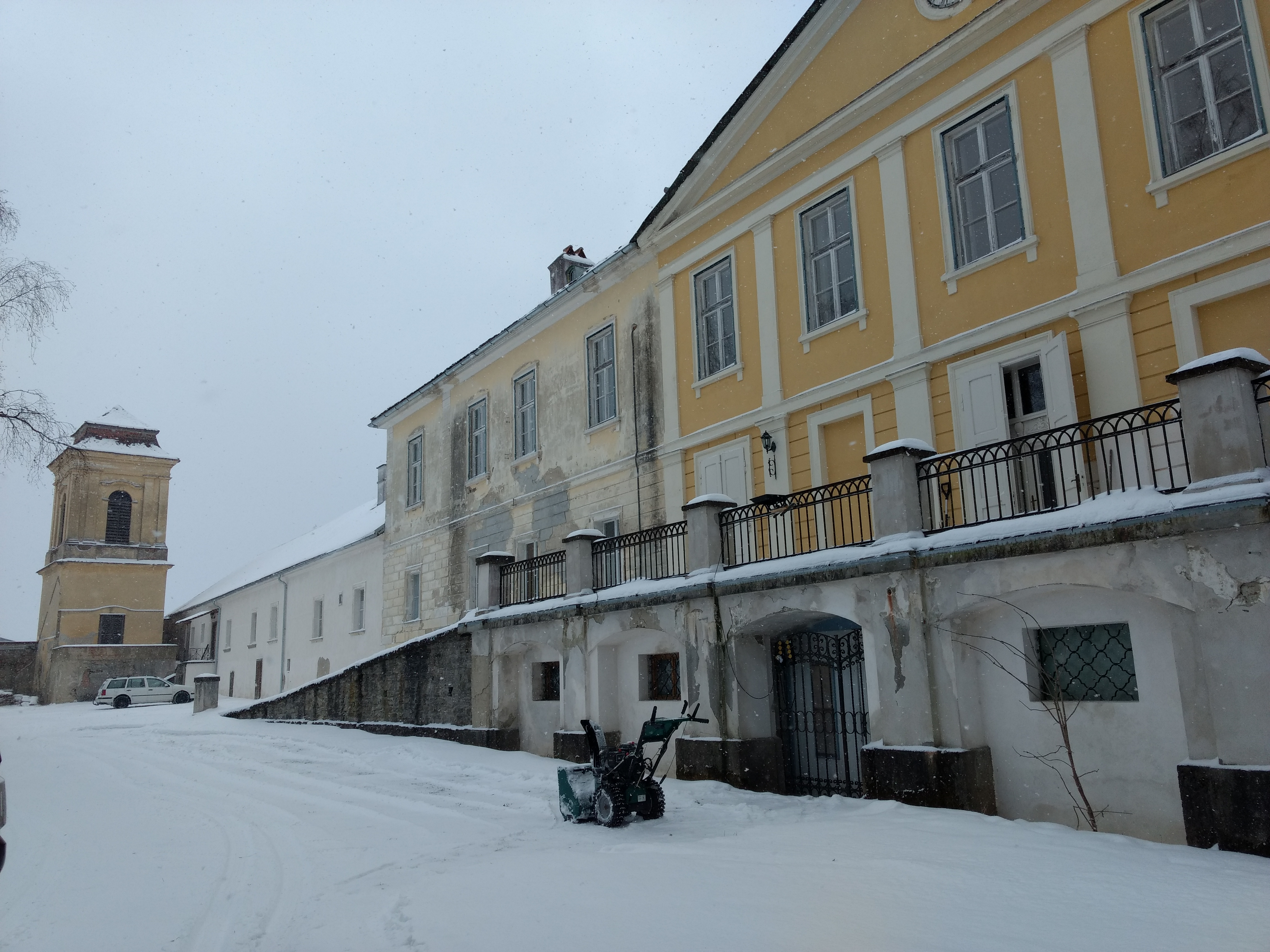
Außenansicht von Schloss Wetzlas

Laut Adressbuch von Österreich waren im Jahr 1938 in Wetzlas ein Gastwirt, ein Gemischtwarenhändler, ein Schmied, ein Schuster, ein Wagner und ein Landwirt mit Direktvertrieb ansässig. Beim Ort gab es zudem eine Ziegelei.

## Siedlungsentwicklung
Zum Jahreswechsel 1979/1980 befanden sich in der Katastralgemeinde Wetzlas insgesamt 20 Bauflächen mit 13.664 m² und 11 Gärten auf 30.351 m², 1989/1990 gab es 22 Bauflächen. 1999/2000 war die Zahl der Bauflächen auf 48 angewachsen und 2009/2010 bestanden 27 Gebäude auf 54 Bauflächen.

## Bodennutzung
Die Katastralgemeinde ist landwirtschaftlich geprägt. 72 Hektar wurden zum Jahreswechsel 1979/1980 landwirtschaftlich genutzt und 16 Hektar waren forstwirtschaftlich geführte Waldflächen. 1999/2000 wurde auf 73 Hektar Landwirtschaft betrieben und 17 Hektar waren als forstwirtschaftlich genutzte Flächen ausgewiesen. Ende 2018 waren 70 Hektar als landwirtschaftliche Flächen genutzt und Forstwirtschaft wurde auf 17 Hektar betrieben. Die durchschnittliche Bodenklimazahl von Wetzlas beträgt 27,5 (Stand 2010).

## Sehenswürdigkeiten
- Schloss Wetzlas